# Temelucha fulvescens
Temelucha fulvescens är en stekelart som först beskrevs av Cresson 1865.  Temelucha fulvescens ingår i släktet Temelucha och familjen brokparasitsteklar. Inga underarter finns listade i Catalogue of Life.